# 50A villamos (Budapest)
A budapesti 50A jelzésű villamos indulásakor a Nagyvárad tér és Kispest, Villanytelep között, megszűnésekor pedig Kispest, Határ út és Kispest, Villanytelep között közlekedett. A járatot a Budapesti Közlekedési Vállalat üzemeltette, a villamosokat a Száva kocsiszín adta ki.

## Története
1942-ben és 1943-ban mindenszentekkor 50A jelzéssel temetői járat közlekedett Kispest, Villanytelep és Vecsési határ között. 1944. november 1-jétől gyári céljáratként közlekedett a Vecsési határtól a Szarvas csárda térig, majd 4-én a lajosmizsei sorompó felrobbantása miatt megszűnt.
1945. április 21-én újraindult Kispest, Villanytelep – Vecsési határ útvonalon, majd május 5-én felváltotta az 50-es villamos. 1947. november 1-jétől ismét temetői járat lett, és a Vecsési határ végállomás neve Pestszentlőrinc, Béke tér lett. 1954. szeptember 6-án a Nagyvárad tér – Szarvas csárda tér útvonalon közlekedő 42-es villamos jelzését 50A-ra változtatták. 1956-os forradalom után, november 27-étől a Rendessytelep – Kispest, villanytelep útvonalon közlekedett, mivel a forradalom előtti közlekedés 1957 tavaszán indult újra. 1960-ban megszűnt, ezt követően ismét temetői járat lett.
1977. január 3-án, az M3-as metró Deák tér – Nagyvárad tér szakaszának átadása után, újraindult a Nagyvárad tér és Kispest, Villanytelep között a megszűnt 52-es villamos pótlására. 1977. július 1. és 1978. január 1. között a közlekedése szünetelt. 1980. március 28-án az M3-as metró Nagyvárad tér – Kőbánya-Kispest szakaszának átadásával a BKV megszüntette, azonban 1980 júliusában ismét újraindította, de ekkor már csak Kispest, Határ út és Kispest, Villanytelep között. 1995. január 2-án közlekedett utoljára.

## Útvonala
A zárójelben lévő szakaszt csak 1977 és 1980 között érintette!
| Kispest, Villanytelep felé                                                                    | Kispest, Határ út // Nagyvárad tér felé                                                       |
| --------------------------------------------------------------------------------------------- | --------------------------------------------------------------------------------------------- |
| (Nagyvárad tér vá. – Üllői út –) Kispest, Határ út vá. – Üllői út – Kispest, Villanytelep vá. | Kispest, Villanytelep vá. – Üllői út – Kispest, Határ út vá. (– Üllői út – Nagyvárad tér vá.) |

## Megállóhelyei
Az átszállási kapcsolat között az azonos útvonalon közlekedő 50-es villamos nincs feltüntetve!
| 50A (Nagyvárad tér ◄► Kispest, Villanytelep)     | 50A (Nagyvárad tér ◄► Kispest, Villanytelep)     | 50A (Nagyvárad tér ◄► Kispest, Villanytelep)                   | 50A (Nagyvárad tér ◄► Kispest, Villanytelep)     | 50A (Nagyvárad tér ◄► Kispest, Villanytelep)     | 50A (Nagyvárad tér ◄► Kispest, Villanytelep)                   | 50A (Nagyvárad tér ◄► Kispest, Villanytelep)     | 50A (Nagyvárad tér ◄► Kispest, Villanytelep)     |
| 50A (Kispest, Határ út ◄► Kispest, Villanytelep) | 50A (Kispest, Határ út ◄► Kispest, Villanytelep) | 50A (Kispest, Határ út ◄► Kispest, Villanytelep)               | 50A (Kispest, Határ út ◄► Kispest, Villanytelep) | 50A (Kispest, Határ út ◄► Kispest, Villanytelep) | 50A (Kispest, Határ út ◄► Kispest, Villanytelep)               | 50A (Kispest, Határ út ◄► Kispest, Villanytelep) | 50A (Kispest, Határ út ◄► Kispest, Villanytelep) |
| Sorszám (↓)                                      | Sorszám (↓)                                      | Megállóhely                                                    | Sorszám (↑)                                      | Sorszám (↑)                                      | Átszállási kapcsolatok                                         | Átszállási kapcsolatok                           |                                                  |
| Sorszám (↓)                                      | Sorszám (↓)                                      | Megállóhely                                                    | Sorszám (↑)                                      | Sorszám (↑)                                      | a járat 1980-as megszűnésekor                                  | a járat 1995-ös megszűnésekor                    |                                                  |
| ------------------------------------------------ | ------------------------------------------------ | -------------------------------------------------------------- | ------------------------------------------------ | ------------------------------------------------ | -------------------------------------------------------------- | ------------------------------------------------ | ------------------------------------------------ |
| 0                                                | ∫                                                | Nagyvárad tér végállomás (1977–1980)                           | 11                                               | ∫                                                | 13B, 24 13AV, 33, 35, 35, 51V, 51AV, 81, 81, 89A, 93, 135, 199 | Nem érintette                                    |                                                  |
| 1                                                | ∫                                                | Könyves Kálmán körút                                           | 10                                               | ∫                                                | 13B, 23, 23A 75 55, 55                                         | Nem érintette                                    |                                                  |
| 2                                                | ∫                                                | Ecseri út                                                      | 9                                                | ∫                                                | 13B 13AV, 51V, 51AV, 81, 89, 89A, 181                          | Nem érintette                                    |                                                  |
| 3                                                | ∫                                                | Üllői úti lakótelep                                            | 8                                                | ∫                                                |                                                                | Nem érintette                                    |                                                  |
| 4                                                | ∫                                                | Száva utca                                                     | 7                                                | ∫                                                | 35, 51, 93, 99, 99, 199                                        | Nem érintette                                    |                                                  |
| 5                                                | 0                                                | Kispest, Határ út végállomás (1980–1995) (1977–1980: Határ út) | 6                                                | 6                                                | 35, 42V, 51, 93, 99                                            | 42, 52 54, 66, 66, 99, 99, 123, 154, 194         |                                                  |
| 6                                                | 1                                                | Corvin körút                                                   | 5                                                | 5                                                | 35, 93                                                         |                                                  |                                                  |
| 7                                                | 2                                                | Lehel utca                                                     | 4                                                | 4                                                | 35, 93                                                         |                                                  |                                                  |
| 8                                                | 3                                                | Kispest, Kossuth tér                                           | 3                                                | 3                                                | 35, 35, 48, 68, 68A, 93, 135                                   | 48, 51, 68, 93, 135                              |                                                  |
| 9                                                | 4                                                | Fő utca (1977–1992: Gábor Andor út)                            | 2                                                | 2                                                | 35, 93                                                         | 93                                               |                                                  |
| 10                                               | 5                                                | Árpád utca                                                     | 1                                                | 1                                                | 35, 93                                                         | 93                                               |                                                  |
| 11                                               | 6                                                | Kispest, Villanytelep végállomás (1977–1995)                   | 0                                                | 0                                                | 35, 93                                                         | 93                                               |                                                  |